# Copa del Generalísimo de hockey sobre patines 1955
La Copa del Generalísimo de hockey sobre patines de 1955 fue la duodécima edición de la Copa del Generalísimo de este deporte. Se jugó en Madrid como sede única por primera vez. Se disputó desde el 29 de abril al 1 de mayo de 1955 y el campeón fue el RCD Español. El Torneo de Consolación fue ganado por el CD Femsa. 

En esta ocasión sólo participaron 6 equipos por lo que el sistema de competición elegido fue el mismo que el de la edición de 1948, consistente en una primera fase con dos grupos de tres equipos y los ganadores de cada uno de ellos jugó la final.

## Equipos participantes
Los 6 equipos que disputaron esta edición fueron:
- Castilla: Alpino Guadarrama y FEMSA Madrid.
- Cataluña: Barcelona, Cerdanyola, RCD Español y Noia.

## Primera fase
GRUPO I

Resultados
| Fecha       | Equipo 1    | Equipo 2   | Resultado |
| ----------- | ----------- | ---------- | --------- |
| 29 de abril | RCD Español | Cerdanyola | 6-2       |
| 30 de abril | Cerdanyola  | Alpino     | 4-3       |
| 30 de abril | RCD Español | Alpino     | 9-0       |

Clasificación
| Pos. | Equipo      | J | G | E | P | F  | C  | Ptos |
| ---- | ----------- | - | - | - | - | -- | -- | ---- |
| 1    | RCD Español | 2 | 2 | 0 | 0 | 15 | 2  | 4    |
| 2    | Cerdanyola  | 2 | 1 | 0 | 1 | 6  | 9  | 2    |
| 3    | Alpino      | 2 | 0 | 0 | 2 | 3  | 13 | 0    |

GRUPO II

Resultados
| Fecha       | Equipo 1  | Equipo 2 | Resultado |
| ----------- | --------- | -------- | --------- |
| 29 de abril | Femsa     | Noia     | 3-1       |
| 30 de abril | Barcelona | Noia     | 5-1       |
| 30 de abril | Barcelona | Femsa    | 2-1       |

Clasificación
| Pos. | Equipo    | J | G | E | P | F | C | Ptos |
| ---- | --------- | - | - | - | - | - | - | ---- |
| 1    | Barcelona | 2 | 2 | 0 | 0 | 7 | 2 | 4    |
| 2    | Femsa     | 2 | 1 | 0 | 1 | 4 | 3 | 2    |
| 3    | Noia      | 2 | 0 | 0 | 2 | 2 | 8 | 0    |

- Partido por el tercer puesto (1 de mayo): Femsa-Cerdanyola 3-2

## Final
| Fecha     | Campeón     | Subcampeón | Resultado |
| --------- | ----------- | ---------- | --------- |
| 1 de mayo | RCD Español | Barcelona  | 2-1       |

Campeón: REAL CLUB DEPORTIVO ESPAÑOL (7º título)